# Adil Shamasdin
Adil Shamasdin (ur. 23 maja 1982 w Toronto) – kanadyjski tenisista, reprezentant w Pucharze Davisa.

## Kariera tenisowa
Zawodowy tenisista w latach 2001–2021.
Wygrywał turnieje z serii ITF Men's Circuit oraz ATP Challenger Tour w grze podwójnej. W rozgrywkach ATP World Tour osiągnął 6 finałów, z których w 3 triumfował.
Od 2015 roku reprezentuje Kanadę w Pucharze Davisa.
Najwyżej sklasyfikowany w zestawieniu deblistów był w czerwcu 2017 roku na 41. pozycji.

### Finały w turniejach ATP World Tour

#### Gra podwójna (3–3)
| Nazwa                       |
| --------------------------- |
| Wielki Szlem                |
| Igrzyska olimpijskie        |
| ATP World Tour Finals       |
| ATP World Tour Masters 1000 |
| ATP World Tour 500          |
| ATP World Tour 250          |

| Końcowy wynik | Nr | Data             | Turniej      | Nawierzchnia  | Partner         | Przeciwnicy                      | Wynik finału      |
| ------------- | -- | ---------------- | ------------ | ------------- | --------------- | -------------------------------- | ----------------- |
| Zwycięzca     | 1. | 6 lutego 2011    | Johannesburg | Twarda        | James Cerretani | Scott Lipsky Rajeev Ram          | 6:3, 3:6, 10–7    |
| Finalista     | 1. | 10 lipca 2011    | Newport      | Trawiasta     | Johan Brunström | Matthew Ebden Ryan Harrison      | 6:4, 3:6, 5–10    |
| Zwycięzca     | 2. | 11 kwietnia 2015 | Casablanca   | Ceglana       | Rameez Junaid   | Rohan Bopanna Florin Mergea      | 3:6, 6:2, 10–7    |
| Finalista     | 2. | 7 lutego 2016    | Sofia        | Twarda (hala) | Philipp Oswald  | Wesley Koolhof Matwé Middelkoop  | 7:5, 6:7(9), 6–10 |
| Finalista     | 3. | 17 lipca 2016    | Newport      | Trawiasta     | Jonathan Marray | Sam Groth Chris Guccione         | 4:6, 3:6          |
| Zwycięzca     | 3. | 27 maja 2017     | Lyon         | Ceglana       | Andrés Molteni  | Marcus Daniell Marcelo Demoliner | 6:3, 3:6, 10–5    |